# 地獄來的貓
《地獄來的貓》是一部由史蒂芬·金於1977年所著的短篇小說，當時發佈在《卡瓦利耶》（Cavalier）雜誌上，當時雜誌舉辦了一個比賽，徵集讀者編寫結果。後來於2008年收錄在短篇小說集《日落之後》內。

## 故事簡介
一名長者要求職業殺手替他殺了一隻貓，殺手不明所以，長者解釋道這隻貓在大宅內已經殺了多人，長者對牠恨之入骨，又不敢殺死牠，於是以殺人的價錢請一位殺手代勞。殺手以為是一件簡單的事，欲將送貓到一個偏僻殺之。怎料到貓破袋而出，阻礙殺手開車，又抓傷他，最後更整個身體轉入殺手的食道。